# Viroflay (tổng)
Tổng Viroflay là một tổng của Pháp, tọa lạc tại tỉnh Yvelines trong vùng Île-de-France của Pháp.

## Phân chia hành chính
Tổng Viroflay có xã:
- Viroflay: 15 211 dân (thủ phủ của tổng),